# Emirat d'Agaie
L'emirat d'Agaie fou un estat creat per Malam Baba, un guerrer fulani que va conquerir el país dels nupe i el seu estat (Nupe) vers 1822. El seu centre era l'actual ciutat de Agaie dins l'estat de Níger, Nigèria, i era subjecte al Califat de Sokoto.
El fill de Baba, Abdullahi va ser proclamat com el primer emir d'Agaie el 1832.
EL'emirat d'Agaie va comprendre una part del vell regne de Nupe, sobre el que es van formar també l'emirat de Bida i l'emirat de Lapai.

## Governants inicials
Els governants eren de la dinastia etsu amb herència de vegades de pare a fill, de vegades d'un germà a un altre.
- Etsu Abdullai I (1832–1855), el primer Emir, va ser succeït pel seu fill Mamman-Dikko.
- Mamman-Dikko (1855–1877) es va unir amb els emirs de Bida i Lapai en conquestes militars més llunyanes, tot i que xocant amb ells i lliuratnt combats per la terra.
- Etsu Nuhu (1877–1900) aliat amb l'emir de Bida contra la Companyia Britànica del Níger, la qual s'expandia a territori fulani.

## Governants del període colonial
- Etsu Abubakar I (1900–1919) va evitar més lluita i va acceptar el protectorat britànic retenint la seva posició sota els nous governants.[4]
- Etsu Abubakar II (1919–1926) fou responsable de moure la capital del districte de Baro a Agaie el 1920, i per obrir un mercat a Agaie
- Etsu Abdullahi II (1926–1936) va obtenir considerable riquesa i poder durant el seu període de govern, incloent una col·lecció d'animals d'or.
- Etsu Alhaji Aliyu (1936–1953) va assistir a l'escola provincial a Kano, i era supervisor dels caps de poble a l'emirat d'Agaie abans d'esdevenir Emir. El 1950 esdevingué el primer emir que va emprendre el pelegrinatge a La Meca per avió.

## Governants posteriors a la independència
Després que independència, els governants van estar cada cop més sota el control del govern civil o militar.
- Alhaji Muhammadu Bello (1953–1989) va ser elegit per la Agaie Native Authority el 1953. Durant el seu govern Nigèria va obtenir la independència, i l'emirat va veure desenvolupaments com l'obertura d'instituts i centres de salut.
- Muhammadu Attahiru (1989–1994) va ser instal·lat pel governador militar Coronel Lawan Gwadabe, però més tard destronat pel governador militar Coronel Cletus Emein per causa d'al·legacions (més tard demostrades falses) d'implicació en l'assassinat del president del Agaie Local Government. No va ser immediatament reemplaçat
- Abubakar III (1996–1998) va ser nomenat el 1996, però compromès per tot el seu període en batalles legals amb el seu predecessor. Després de la seva mort, el càrrec altre cop no fou cobert immediatament a causa dels reptes legals ocasionat per Muhammadu Attahiru.
- Muhammadu Attahiru (1999–2003) finalment se'l va restaurar. Durant el seu segon terme va començar per reconstruir la mesquita d'Etsu Nuhu
- Muhammadu Kudu Abubakar (2004 – 2014) va ser fnomenat a la mort d'Etsu Muhammadu Attahiru.
- Alhaji Yussuf Nuhu (Des de 2014)